# Феодор (Маковецький)
Єпископ Феодор (у миру Микола Миколайович Маковецький або Маковицкий; 19 (31) січня 1882, село Алтинівка, Кролевецький повіт, Чернігівська губернія — 12 листопада 1925, Уральськ) — єпископ Російської православної церкви, єпископ Мосальский, вікарія Калузької єпархії.

## Біографія
Народився близько 1880 року в селі Алтинівка Кролевецького повіту Чернігівської губернії у дворянській родині. Син відомого доктора Душана Маковецького, свого Льва Толстого.
Закінчив Санкт-Петербурзький університет з дипломом першого ступеня. У 1910 році закінчив Санкт-Петербурзьку духовну академію зі ступенем кандидата богослов'я. Навчаючись в академії, пострижений у чернецтво і висвячений на ієромонаха.
З 20 листопада 1910 року — викладач Уфімської духовної семінарії.
З 21 січня 1913 року — помічник доглядача Уфімського духовного училища.
З 22 лютого 1916 року до 1918 року — помічник доглядача Углицького духовного училища.
У квітні 1920 року хіротонізований в єпископа Мосальского, вікарія Калузької єпархії.
24 серпня 1922 року заарештований за «розповсюдження к/р відозв-послань, агітація проти радянської влади і викладання Закону Божого неповнолітнім і дорослим». Був заарештований після проведення благочиннического зборів в Мосальском соборі, на якому було вирішено не приймати обновленства. На наступний день після арешту був відправлений на станцію Баратинская. Після арешту єпископа Феодора був суд і вирок, ймовірно, три роки ув'язнення, так як він пробув в ув'язненні до серпня 1925 року. Невідомі подробиці ув'язнення
Повернувся в Мосальськ 17 серпня 1925 року, але незабаром був знову відправлений у заслання в Уральськ. Помер 12 листопада 1925 року в Уральську.